# 高凱麟
高凱麟（英語：Ken Kao）是台灣裔美國電影制片人。 他曾與泰倫斯·馬利克搭檔，並與瑞恩·高斯林共同創立Arcana電影製作公司。
2017年與日本混血模特兒道端潔西卡交往，2人在同年生下女兒。2023年4月兩人在日本東京接受警方調查驗尿，之後高坦承走私搖頭丸而被逮捕。

## 參與製片的作品
- 野獸特警 (2011)
- 聖杯騎士 (2015)
- 青木原樹海 (2015)
- 假會徵信社（執行製作人，2016）
- 沉默（執行製作人，2016）
- 迷走倫敦（英语：Lost in London） (2017)
- 為妳唱的歌 (2017)
- 玻璃城堡 (2017)
- 敵對分子 (2017)
- 伍德肖克的偏執（英语：Woodshock） (2017)
- 局外人（英语：The Outsider (2018 film)） (2018)
- 智能囚屋 （執行製作人，2018年）
- 真寵（執行製作人，2018）
- 我們的90年代 (2018)
- Posession: A Love Story（即将上映）
- The Actor（即将上映）
- Cuckoo（即将上映）
- 挽救计划（即将推出）

## 外部連結
- 高凱麟在互联网电影资料库（IMDb）上的資料（英文）